# Línea D (subte de Buenos Aires)
La línea D es una de las seis líneas del subte de Buenos Aires. Su recorrido va desde la estación Catedral en el microcentro porteño hasta la estación Congreso de Tucumán en el límite entre los barrios de Belgrano y Núñez. Fue inaugurada el 3 de junio de 1937, convirtiéndose en la cuarta línea de la red en brindar servicio al público. Discurre principalmente bajo las avenidas Diagonal Norte, Córdoba, Santa Fe, y su continuación, Cabildo. Cuenta con una extensión de 10,4 km y un total de dieciséis estaciones. Transporta alrededor de 357 000 pasajeros por día hábil. Utiliza, al igual que las líneas A, C, E y H, captación de la energía eléctrica por catenaria aérea flexible.

## Historia de la línea
|                                       | Catedral             |
|                                       | 9 de Julio           |
|                                       | Tribunales           |
|                                       | Callao               |
|                                       | Facultad de Medicina |
|                                       | Pueyrredón           |
|                                       | Agüero               |
|                                       | Bulnes               |
|                                       | Scalabrini Ortiz     |
|                                       | Plaza Italia         |
|                                       | Palermo              |
| Color de los frisos entre 1944 y 1966 |                      |

La Línea D fue la segunda línea que construyó la empresa española CHADOPyF (Compañía Hispano Argentina de Obras Públicas y Finanzas), tras la Línea C inaugurada en noviembre de 1934. La construcción comenzó en 1935 y el primer tramo de las obras, de Catedral a Tribunales, se inauguró en 1937 con 1,7 km de túnel, incluyendo un empalme de unos 300 m con la Línea C. Tres años después, se completó la sección que llevó la línea a plaza Italia en Palermo, con lo que la longitud de la línea fue de 6,5 km.
La estación Ministro Carranza fue totalmente habilitada al público en 1993, aunque pudo utilizarse temporalmente desde 1988 mediante un servicio de lanzadera. A partir de aquel año se aceleraron los trámites de la obra de extensión, y se llamó a licitación para la construcción de cuatro estaciones más (Olleros, José Hernández, Juramento y Congreso de Tucumán), que permitirían llevar el subte hasta los barrios de Colegiales, Belgrano y su límite con Núñez.
La línea D cumplió con todas las expectativas de pasajeros y el tránsito mejoró de manera sensible, ya que muchos trabajadores que solían usar automóviles, colectivos o taxis para ir hacia el centro, a partir de las extensiones se volcaron al subterráneo.
Inicialmente se planeó la construcción de una última estación a continuación de Congreso de Tucumán, Manuela Pedraza. Posteriormente se optó por construir únicamente una cochera, con el mismo nombre, luego de la estación terminal. Como curiosidad, el proyecto original, de 1935, preveía que la línea D finalizara en la estación Núñez del Ferrocarril Mitre, una situación similar a la de la Línea B en la estación Federico Lacroze con el ferrocarril General Urquiza.
Hacia el final de la década de 1990, se concretaron la apertura de las últimas cuatro estaciones en dos etapas; la primera con la apertura de las estaciones Olleros en 1997 y José Hernández en 1998; la segunda con las estaciones Juramento en 1999 y Congreso de Tucumán en 2000.
Desde 2015 cuenta con la red “BA WIFI”, que permite tener acceso a internet de alta velocidad en todas las estaciones de la Línea D. En la actualidad
posee una extensión total de 11 km y 16 estaciones.
En junio de 2016, se licitó el señalamiento CBTC y puertas de andén para la línea D, pero la licitación fue dada de baja porque las ofertas superaban el presupuesto. La licitación se relanzó en 2019,siendo adjudicada a Siemens Mobility en 2020. La línea cerró durante dos meses durante el verano del 2024 para la instalación. Tras la misma, la frecuencia empeoró y dejó de indicarse en las pantallas el tiempo de espera.

## Historia Del Material Rodante
La línea D fue servida originalmente por material rodante ferroviario Siemens Oreinstein & Koppel ,Cuando la CHADOPyF completo la Línea D en 1937, los Siemens fueron el material rodante hasta los años 90, cuando fueron reemplazados por los Fiat-Materfer y más tarde por los Alstom Metrópolis Serie 100 en 2001, y luego por vagones CAF . En 1999, se compraron vagones del Metro Municipal de Nagoya de segunda mano en Japón y se utilizaron en la línea. En 2001, se compraron y construyeron numerosos vagones Alstom Metropolis Serie 100 en Brasil y Argentina con la intención de incorporarlos a la Línea A , sin embargo, finalmente se pusieron en servicio en la Línea D. Se compraron más vagones de la Serie 100 hasta 2009, lo que hace un total de 96 vagones. [ 8 ] Desde 2019, gran parte de la flota se transfirió a la Línea E para prestar servicio junto a los vagones Fiat Materfer en esa línea. La flota Alstom 100 ha estado suspendida en la Línea D desde el cierre de enero-marzo de 2024, ya que aún no tiene la capacidad de operar bajo la señalización CBTC .
Los vagones Nagoya restantes se trasladaron a la Línea C en 2007 y se reemplazaron por los vagones de la Serie 100 y por los vagones Fiat-Materfer . Para uniformizar el material rodante, en 2013 se encargaron 24 vagones Alstom Metropolis Serie 300 más modernos para sustituir a los vagones Fiat-Materfer de la línea, lo que significó que la línea quedó compuesta en su totalidad por 120 vagones Alstom . [ 9 ] En septiembre de 2015, en una conferencia en Brasil, el responsable de SBASE hizo una presentación en la que se indicó que el número de vagones nuevos que se adquirirían para la línea era de 84 en lugar de 30. [ 10 ] En 2016, la cifra final se había fijado en 60 vagones nuevos, lo que significó que la línea contaba con 156 vagones Alstom Metropolis en 2017. [ 11 ] Los vagones de la Serie 300 constituyen ahora la totalidad de la flota de la Línea D.

### Anterior
- Siemens Oreinstein & Koppel (1937-1980)
- Caf General Eléctric (1964-2004)
- Nagoya series 250/300/1200 (1999-2007)
- Fiat-Materfer (1980-2018)

### Actual
- Alstom Metropolis Serie 100 (2001-Presente)
- Alstom Metropolis Serie 300  (2018-Presente)

## Recorrido
La línea D comunica los barrios de San Nicolás, Balvanera, Recoleta, Palermo, Colegiales, Belgrano y Núñez (comunas 1, 2, 3, 13 y 14), por debajo de las avenidas Diagonal Norte, Córdoba, Santa Fe, y su continuación, Cabildo.
Conecta con:
- Líneas A y E en la estación Catedral.
- Líneas B, C y metrobús en la estación 9 de Julio.
- Línea H en la estación Pueyrredón.
- Línea ferroviaria San Martín y metrobús en la estación Palermo.
- Línea ferroviaria Mitre en la estación Ministro Carranza.
- Metrobús en la estación Congreso de Tucumán.

## Estaciones
| Estación             | Inauguración            | Ubicación             | Barrio                            | Comb.             | Estación                |
| -------------------- | ----------------------- | --------------------- | --------------------------------- | ----------------- | ----------------------- |
| Catedral             | 3 de junio de 1937      | San Martín 1          | San Nicolás                       | Línea E · Línea A | Terminal de combinación |
| 9 de Julio           | 3 de junio de 1937      | Carlos Pellegrini 300 | San Nicolás                       | Línea B · Línea C | De combinación          |
| Tribunales           | 3 de junio de 1937      | Talcahuano 600        | San Nicolás                       |                   | De paso                 |
| Callao               | 29 de marzo de 1938     | Avenida Córdoba 1800  | Balvanera, Recoleta y San Nicolás |                   | De paso                 |
| Facultad de Medicina | 10 de junio de 1938     | Avenida Córdoba 2100  | Balvanera y Recoleta              |                   | De paso                 |
| Pueyrredón           | 5 de septiembre de 1938 | Avenida Santa Fe 2500 | Recoleta                          | Línea H           | De combinación          |
| Agüero               | 5 de septiembre de 1938 | Avenida Santa Fe 2900 | Recoleta                          |                   | De paso                 |
| Bulnes               | 29 de diciembre de 1938 | Avenida Santa Fe 3300 | Palermo                           |                   | De paso                 |
| Scalabrini Ortiz     | 29 de diciembre de 1938 | Avenida Santa Fe 3700 | Palermo                           |                   | De paso                 |
| Plaza Italia         | 29 de diciembre de 1938 | Avenida Santa Fe 4100 | Palermo                           |                   | De paso                 |
| Palermo              | 23 de febrero de 1940   | Avenida Santa Fe 4650 | Palermo                           |                   | De combinación          |
| Ministro Carranza    | 1 de diciembre de 1993  | Avenida Santa Fe 5300 | Palermo                           |                   | De combinación          |
| Olleros              | 31 de mayo de 1997      | Avenida Cabildo 700   | Colegiales y Palermo              |                   | De paso                 |
| José Hernández       | 13 de noviembre de 1997 | Avenida Cabildo 1700  | Belgrano y Colegiales             |                   | De paso                 |
| Juramento            | 21 de junio de 1999     | Avenida Cabildo 2000  | Belgrano                          |                   | De paso                 |
| Congreso de Tucumán  | 27 de abril de 2000     | Avenida Cabildo 2800  | Belgrano y Núñez                  |                   | Terminal                |

## Galería de imágenes

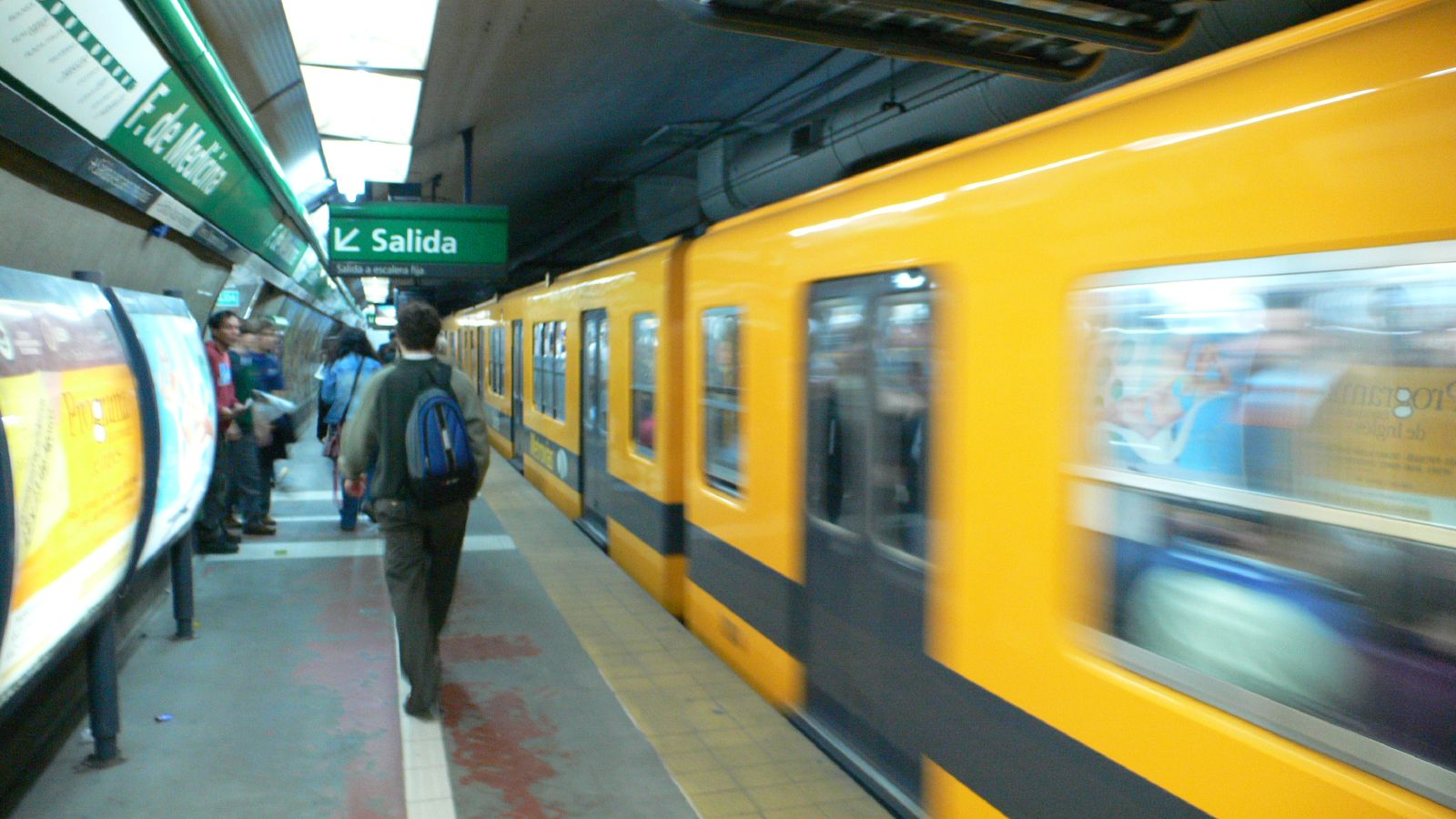
Estación Facultad de Medicina.
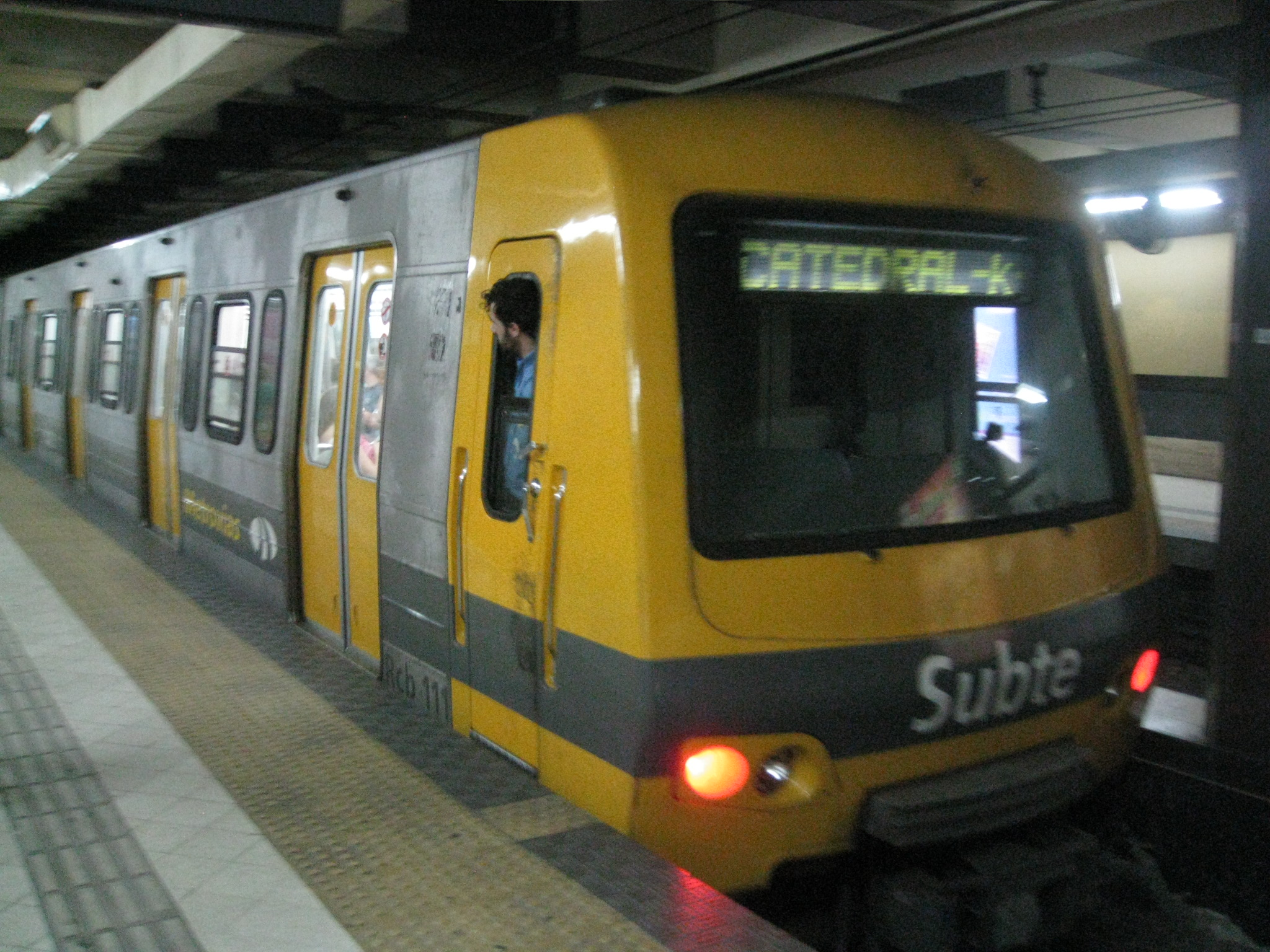
Coche de la línea D.
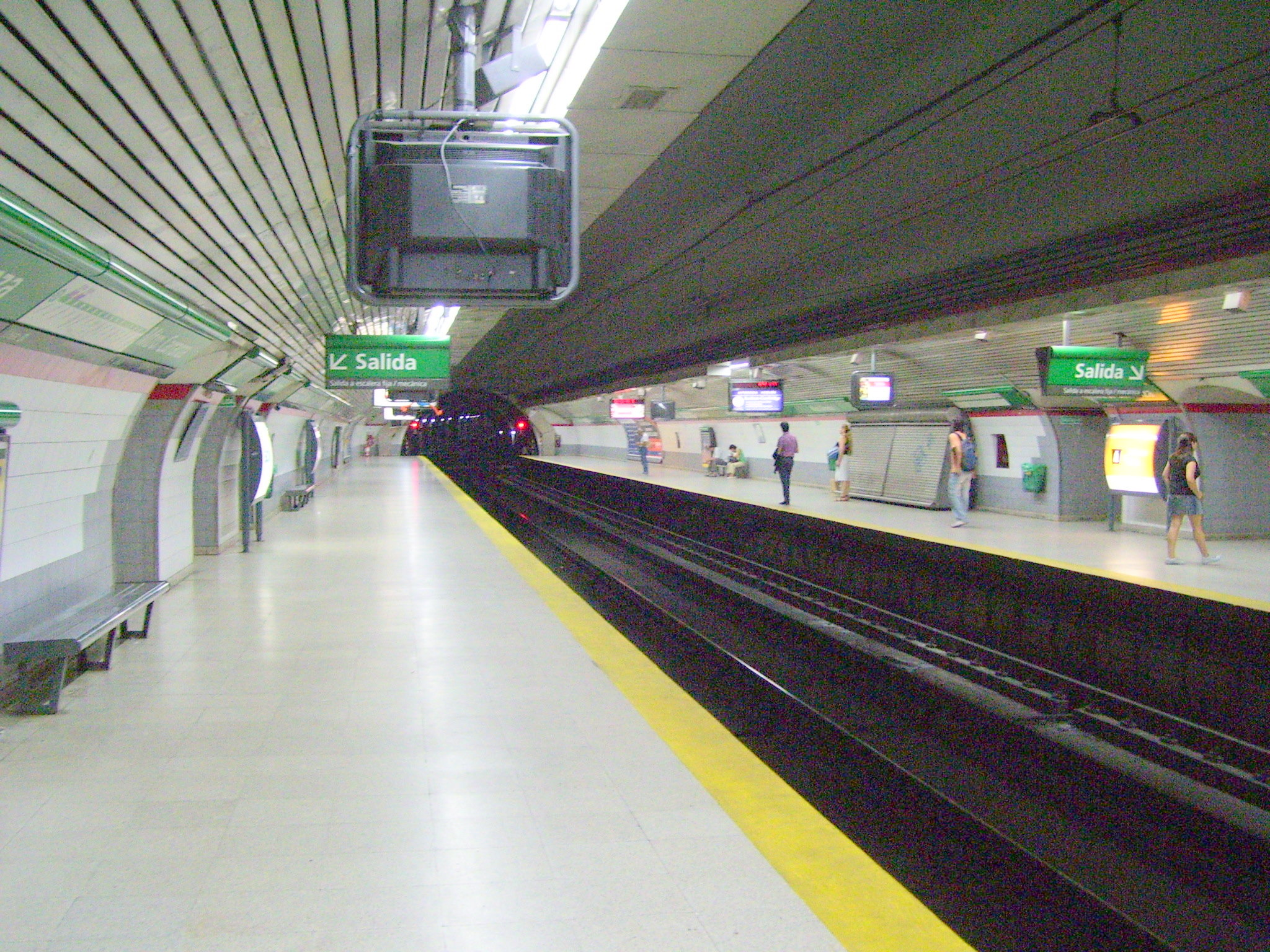
Estación Ministro Carranza.
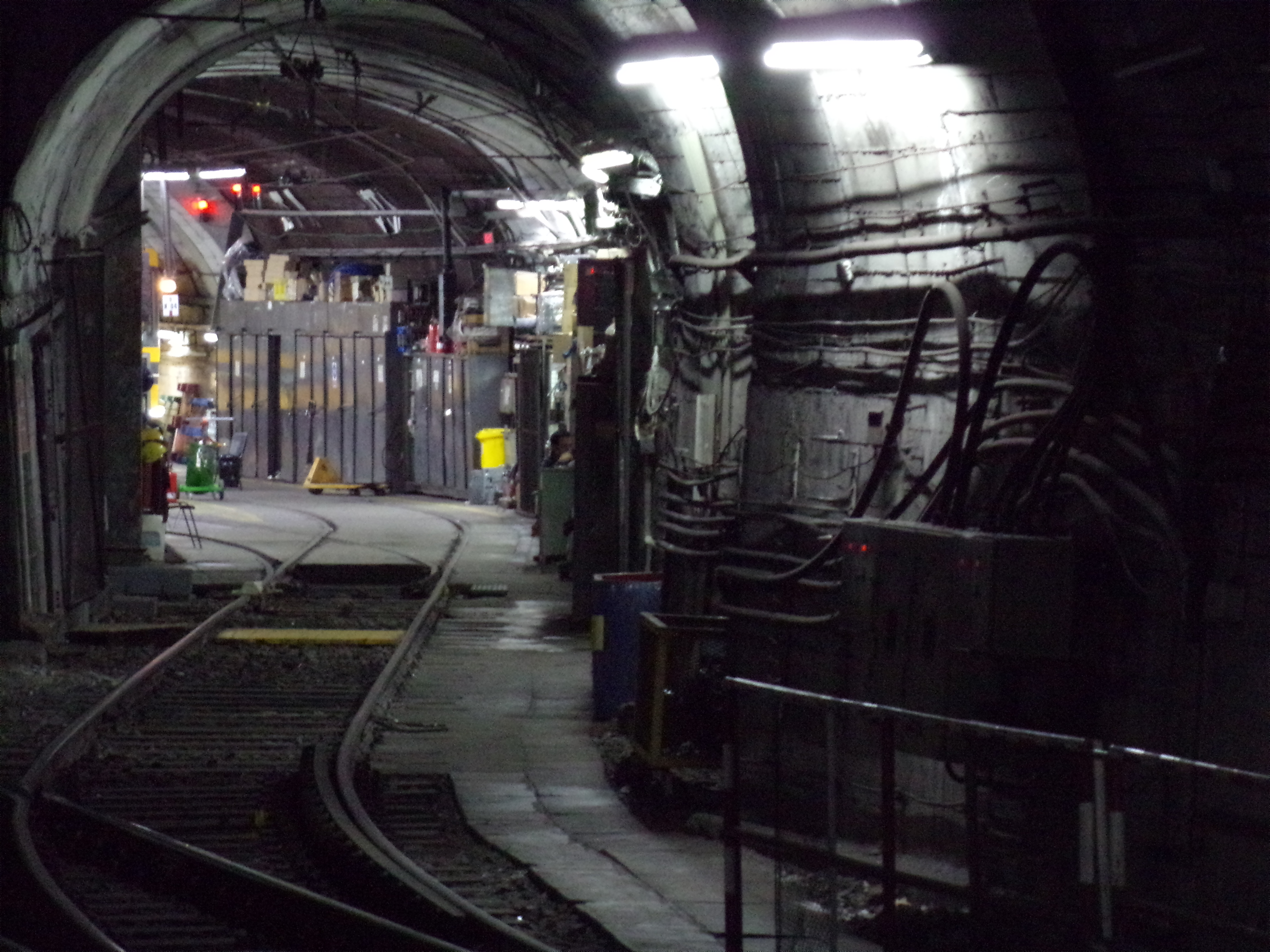
Taller Canning visto desde la estación Scalabrini Ortiz.
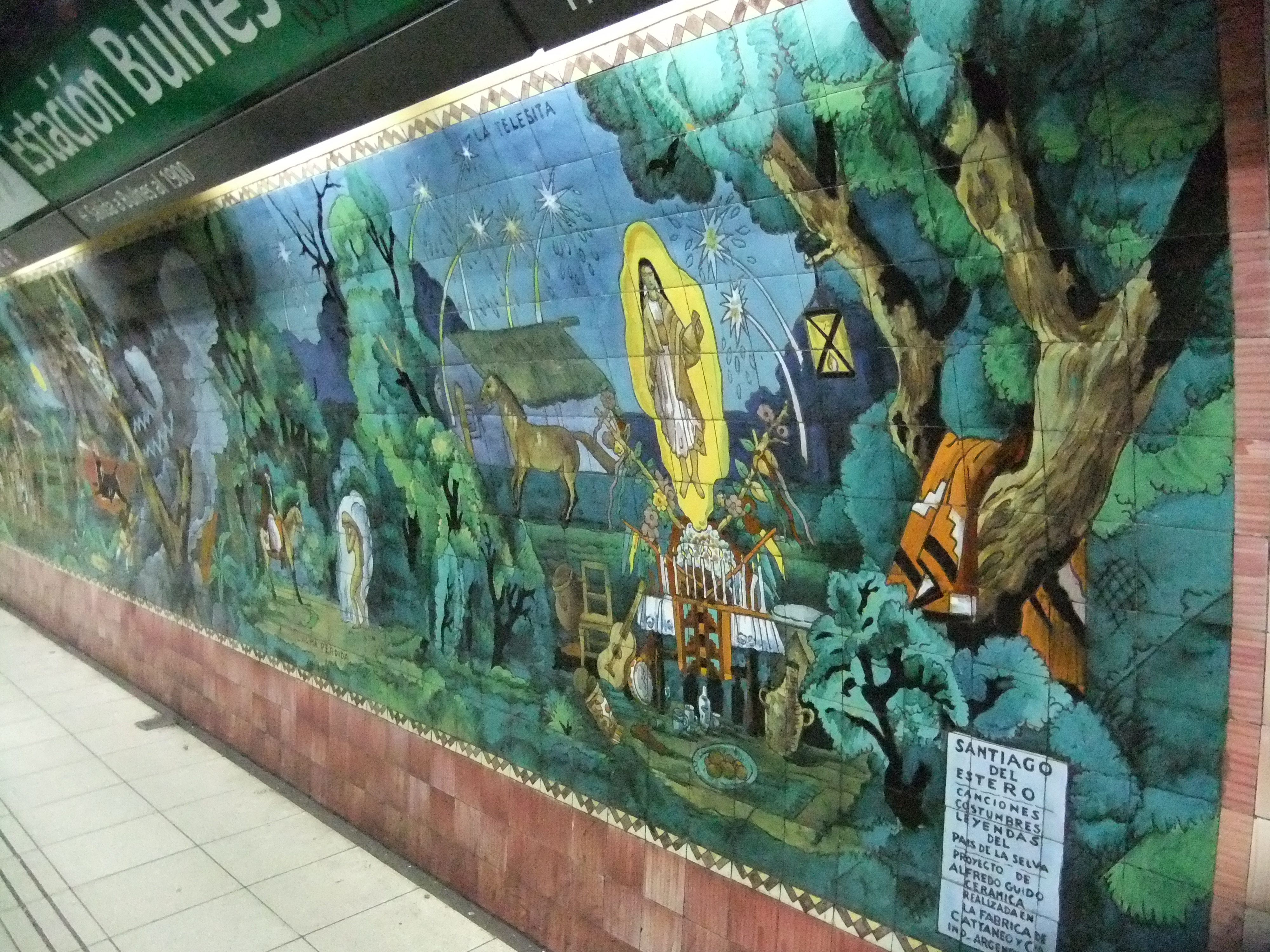
Mural en estación Bulnes
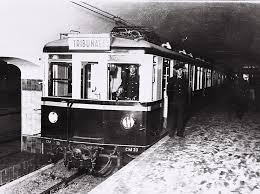
Siemens O&K En La Inauguración De La Línea D